# Kerttu Niskanen
Kerttu Elina Niskanen (Oulu, 13 de junio de 1988) es una deportista finlandesa que compite en esquí de fondo. Su hermano Iivo compite en el mismo deporte.
Participó en tres Juegos Olímpicos de Invierno, obteniendo en total cuatro medallas, dos de plata en Sochi 2014, en la prueba de velocidad por equipo (con Aino-Kaisa Saarinen) y el relevo (con Anne Kyllönen, Aino-Kaisa Saarinen y Krista Lähteenmäki), y dos en Pekín 2022, plata en 10 km y bronce en 30 km, además del cuarto lugar en Pyeongchang 2018, en la prueba de relevos.
Ganó dos medallas de bronce en el Campeonato Mundial de Esquí Nórdico, en los años 2015 y 2017.

## Palmarés internacional
| Juegos Olímpicos   | Juegos Olímpicos  | Juegos Olímpicos  | Juegos Olímpicos     |
| Año                | Lugar             | Medalla           | Prueba               |
| ------------------ | ----------------- | ----------------- | -------------------- |
| 2014               | Sochi (Rusia)     | Medalla de plata  | Velocidad por equipo |
| 2014               | Sochi (Rusia)     | Medalla de plata  | Relevo 4 × 5 km      |
| 2022               | Pekín (China)     | Medalla de plata  | 10 km                |
| 2022               | Pekín (China)     | Medalla de bronce | 30 km                |
| Campeonato Mundial |                   |                   |                      |
| Año                | Lugar             | Medalla           | Prueba               |
| 2015               | Falun (Suecia)    | Medalla de bronce | Relevo 4 × 5 km      |
| 2017               | Lahti (Finlandia) | Medalla de bronce | Relevo 4 × 5 km      |